# Nendaz
Nendaz je obec ve švýcarském kantonu Valais, okrese Conthey. Žije zde přibližně 6 600 obyvatel. 

## Geografie

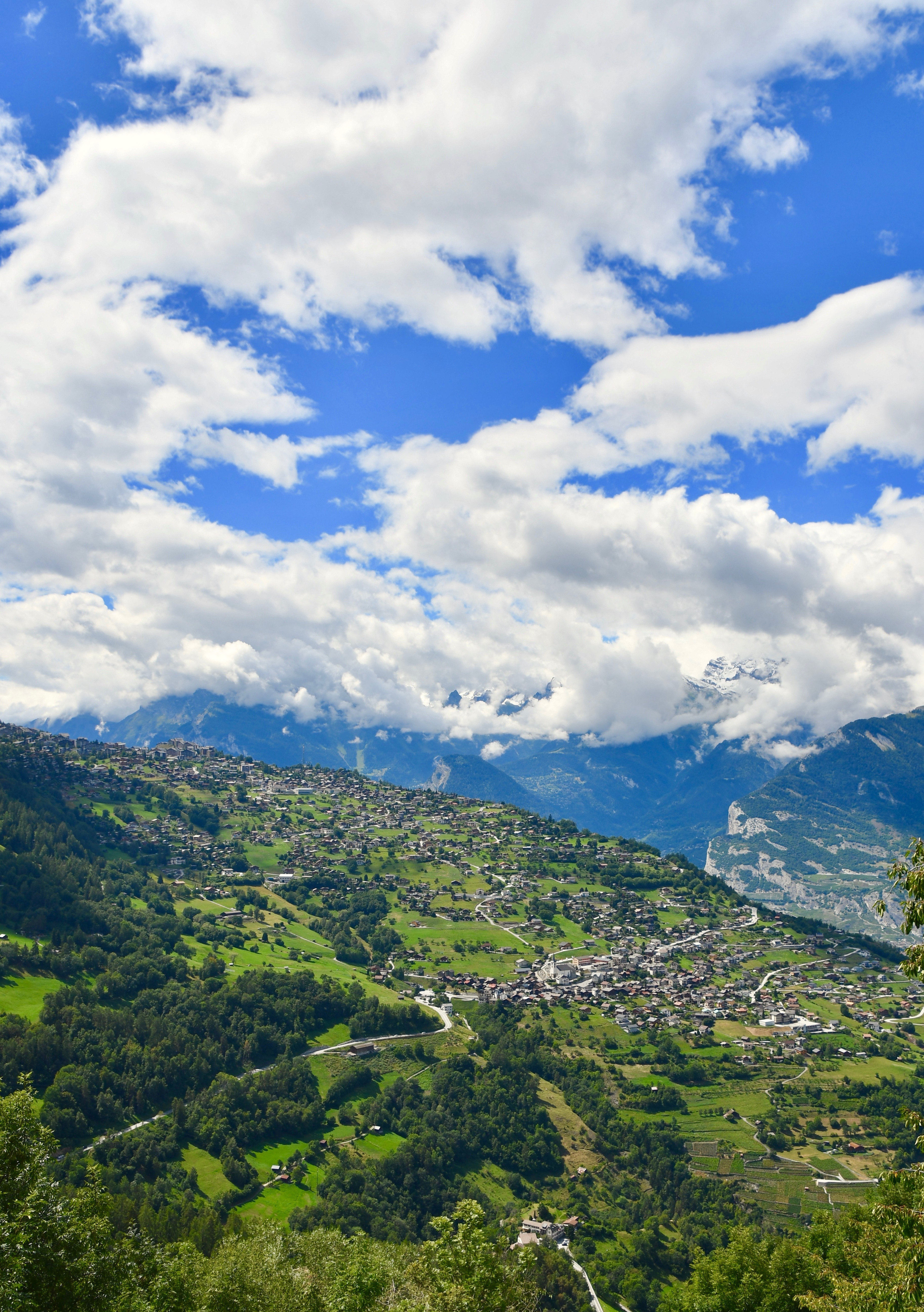
Nendaz

Obec Nendaz se skládá z 15 vesnic a osad v různých nadmořských výškách mezi rovinou Rhôny (460 m n. m.), jako je Aproz, a nejvýše položenou vesnicí Siviez ve výšce 1730 m n. m. Nejvýznamnější obcí je Haute-Nendaz (Horní Nendaz). Nejvyšším bodem obce je vrchol Rosablanche ve výšce 3336 m n. m. Na rozdíl od Haute-Nendaz leží okres Aproz na úpatí strmého svahu v údolí Rhôny. Silnice z Basse-Nendaz (Dolní Nendaz) vede přes Fey po klikaté silnici do Aproz, kde se do Rhôny vlévá i Printse, přicházející od Siviez.
Vrchol Dent de Nendaz (2463 m n. m.) se zvedá jižně od hlavní vesnice Haute-Nendaz. Na jeho severním úbočí se nachází nákladní lanovka k přečerpávací nádrži Tracouet (2250 m n. m.), která je mezistanicí na potrubní trase (s nejvyšším převýšením na světě - 1883 m) z Lac des Dix do elektrárny Bieudron (481 m n. m.).
Z místní části Nendaz Station, která je přímo spojena s Haute-Nendaz, jezdí gondolová lanovka pro 12 osob na strmý horský výběžek Tracouet (2200 m n. m.). Odtud vede sedačková lanovka dále na jih na Alp Prarion (1839 m n. m.). Mezi Tracouet a Dent de Nendaz se nachází horské jezero Lac Noir (2171 m n. m.), které je pravděpodobně napájeno podzemním ledovcem na severním svahu Dent de Nendaz.
Jižněji, asi 700 metrů od Lac Noir, leží alpská farma Balavaux na stejnojmenné hoře, v jejíž blízkosti se nacházejí ojedinělé modříny staré až tisíc let. Nachází se zde asi 250 stromů různého stáří.

## Historie

Letecký pohled (1968)

Nendaz je poprvé zmíněn v listině burgundského krále Konráda z roku 984 a původně patřil opatství Saint-Maurice. Od 12. do 15. století byl Nendaz součástí savojského kastelánství Conthey a byl organizován jako družstvo s radními, starosty a prokurátory. Kolem roku 1261 zde savojský hrabě Petr II. postavil hrad Brignon a jmenoval kastelána. V roce 1266 nechal pevnost, jejíž zříceniny jsou dosud patrné, srovnat se zemí a Brignon získal opět status obce. Po vítězství vojsk z horního Valais nad Savojskem v roce 1475 připadl Nendaz do jejich držení a v letech 1488–1536 byl pod správou rychtáře z dolního Valais a v letech 1536–1592 pod správou rychtáře ze Saint-Maurice. Od roku 1592 do roku 1665 jmenovala okresní rada Meiera (správce), který byl podřízen hofmistrovi ze Saint-Maurice. V roce 1665 byl Nendaz spojen s Hérémence a vzniklo velké panství, které bylo až do konce Staré konfederace přímo podřízeno okresní radě. V roce 1802 se Nendaz stal součástí okresu Sion a v roce 1815 nového okresu Conthey (okres od roku 1848). V roce 1844 se obec vykoupila z feudálního břemene opatství Saint-Maurice.

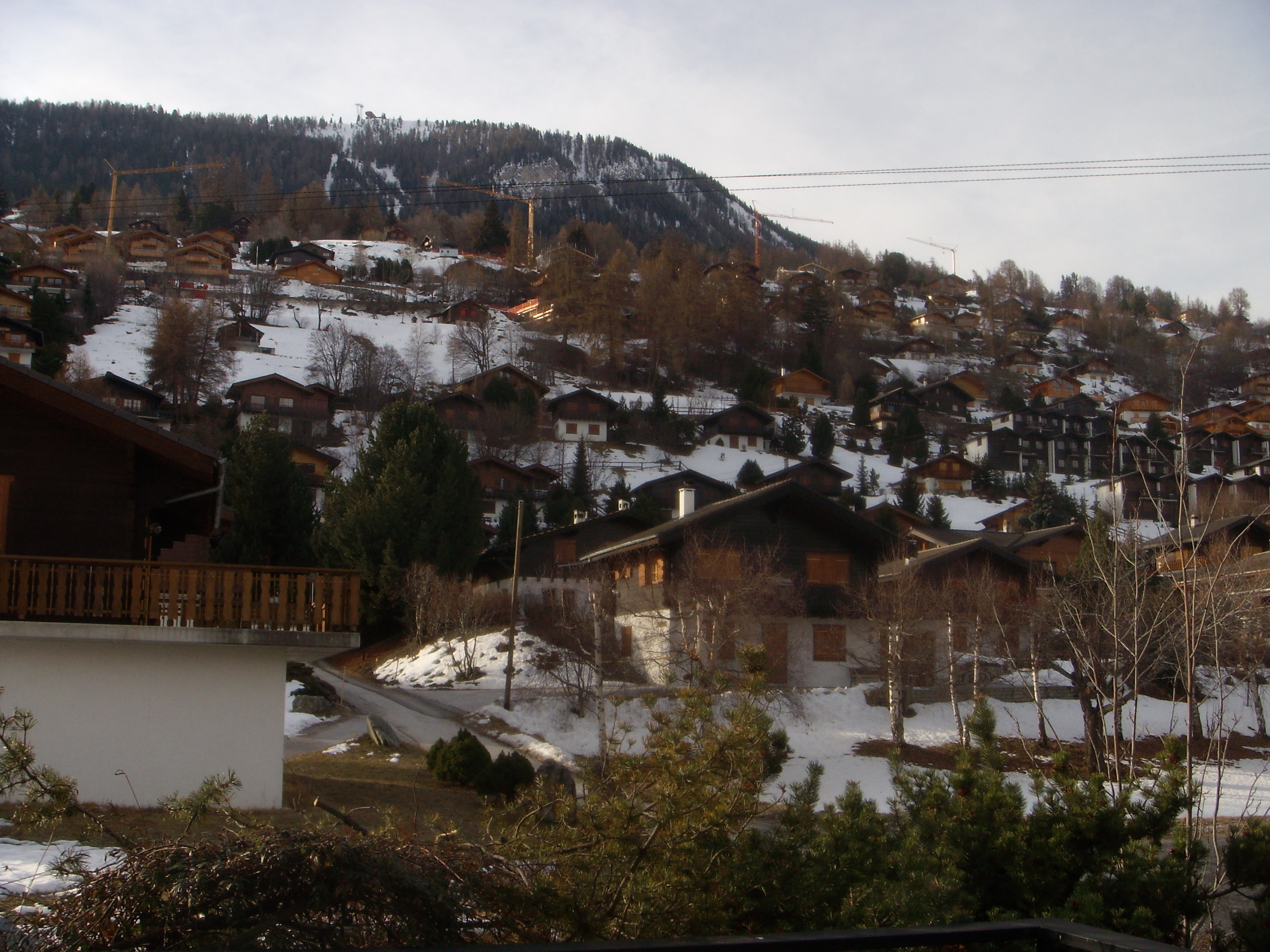
Haute Nendaz

V 60. letech 19. století usnadnila spojení s pravým břehem Rhôny korekce řeky a nový železný most postavený u Aproz v roce 1869. První zpevněná silnice dosáhla Basse-Nendaz v roce 1914, Haute-Nendaz v roce 1925 a Siviez v roce 1946. Obec byla připojena k elektrické síti v roce 1909. Od první poloviny 20. století zemědělci často pracovali v těžkých podmínkách na stavbách, například na přehradách Barberine a Grande Dixence, nebo v továrnách, jako byla Aluminium Industrie Aktien Gesellschaft v Chippis (později Alusuisse). V roce 1908 upravila smlouva dodávku vody z dolní nádrže Printze pro elektrárnu v Aproz. Vodu z Printze využívá od roku 1942 společnost Energie de l'Ouest-Suisse. Nádrž Cleuson, vybudovaná v letech 1946–1951, zásobuje Grande Dixence přívodním tunelem. Prameny v Aproz jsou využívány od roku 1947. Otevření pro cestovní ruch znamenalo pro Nendaz hospodářský zlom. V roce 1938 bylo Haute-Nendazu přiděleno turistické sdružení, jehož propagátoři postupně vybudovali síť lyžařských vleků propojujících rozsáhlé lyžařské oblasti. V roce 1965 bylo otevřeno středisko Super-Nendaz v dosud neobydlené oblasti nedaleko Siviez.

## Obyvatelstvo

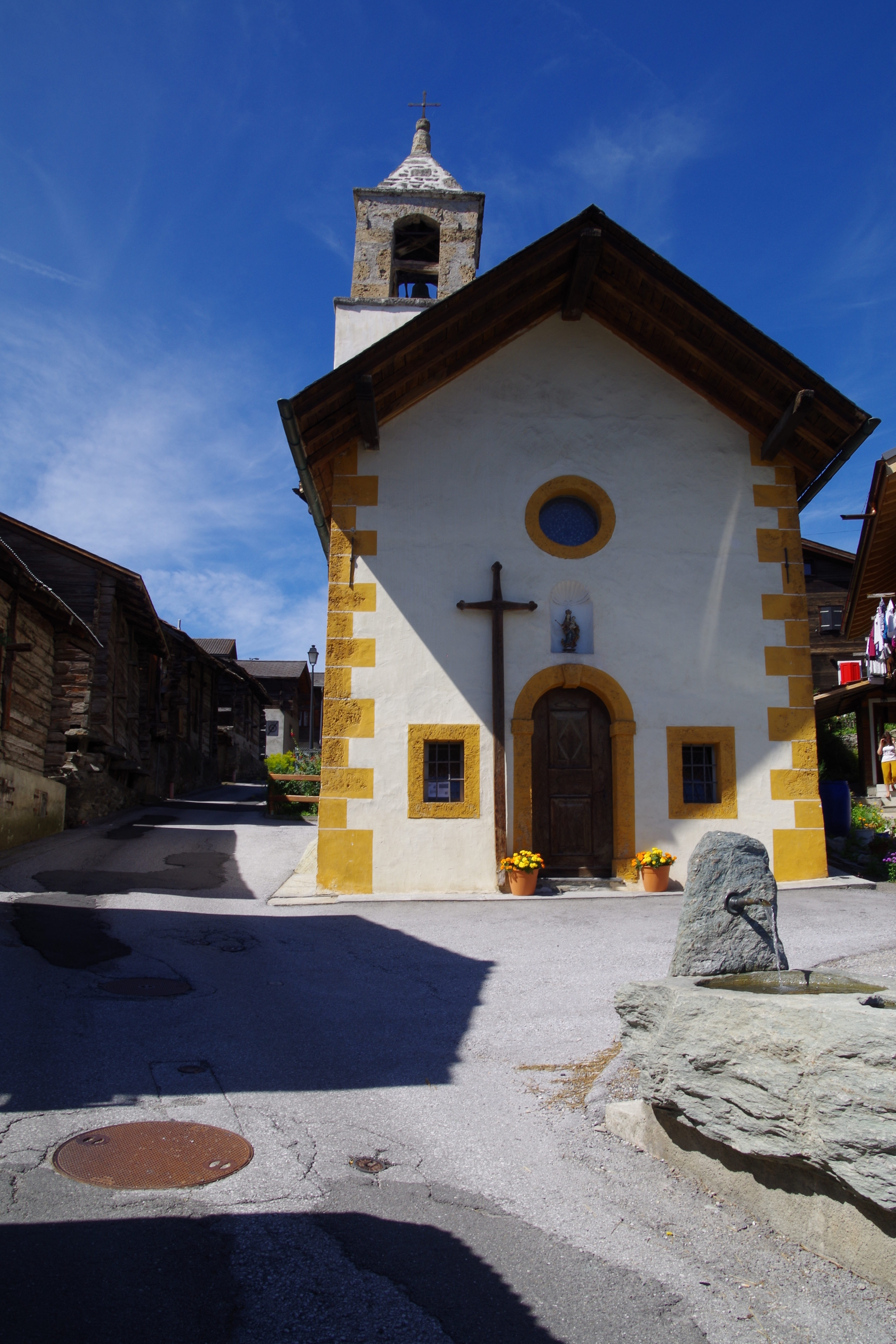
Kaple Saint-Michel

| Rok            | 1850 | 1900 | 1950 | 2000 | 2010 | 2012 | 2014 | 2015 | 2016 | 2020 |
| Počet obyvatel | 1599 | 2289 | 3722 | 5350 | 5993 | 6005 | 6221 | 6302 | 6476 | 6805 |

## Turismus

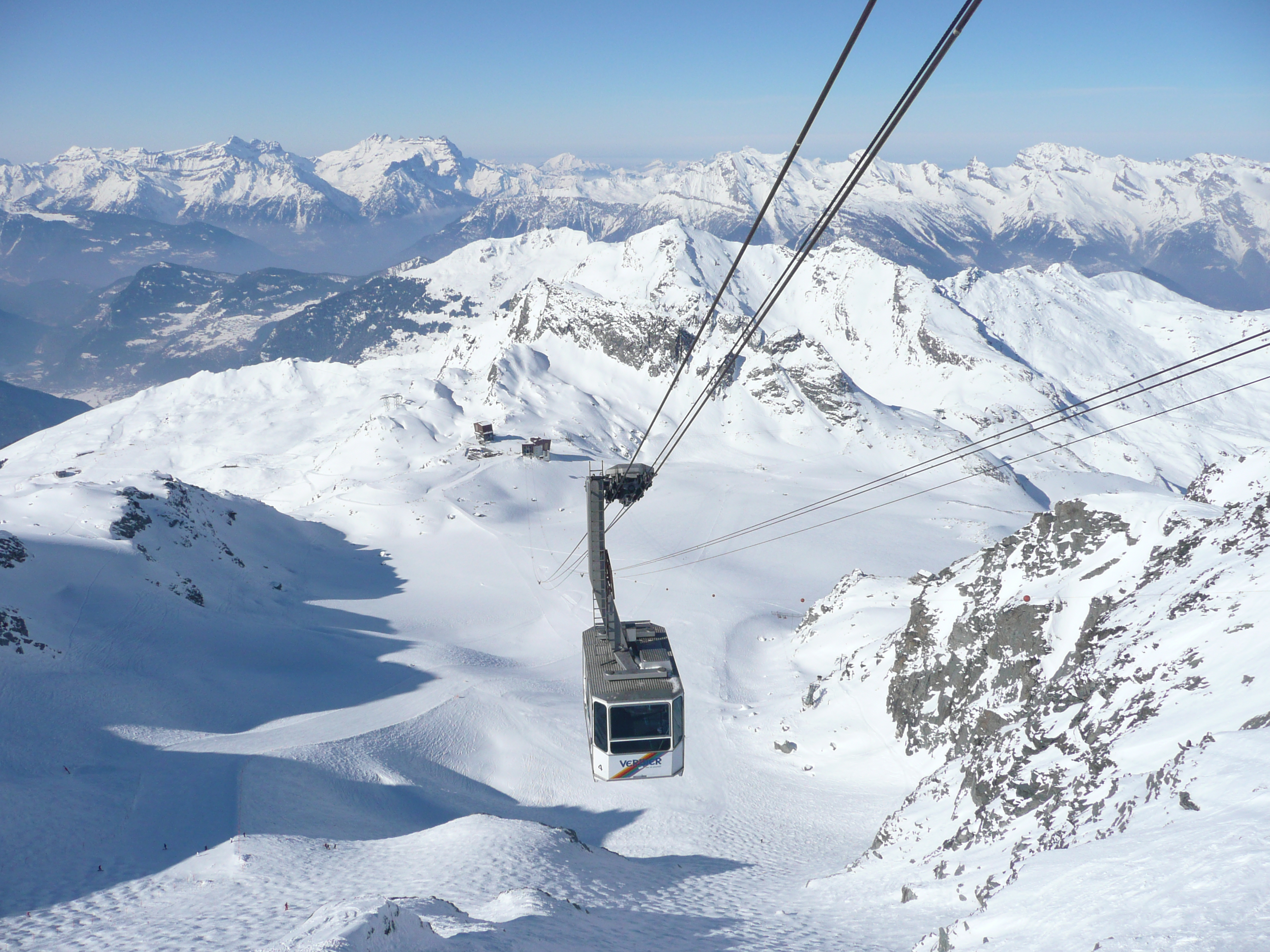
Kabinová lanovka na Mont Fort

Haute-Nendaz a Siviez tvoří velkou rekreační oblast s přibližně 19 500 lůžky. To řadí obec Nendaz na 6. místo ve Valais. Lyžařská oblast 4 Vallées, která zahrnuje vleky a sjezdovky v Nendazu, zahrnuje přibližně 400 km sjezdovek s 83 vleky a asi 50 km běžeckých tratí. V létě je v obci síť 250 kilometrů značených turistických tras ve všech nadmořských výškách. Patří k nim stezky podél osmi bisses (zásobovací vodní kanály) v nadmořské výšce od 800 do 2200 metrů, z nichž nejvýznamnější je Bisse de Saxon.

## Doprava
Obec leží mimo hlavní dopravní tahy; nejbližší dálnicí je dálnice A9 v Conthey. Železnice na území obce také chybí; Simplonská dráha ze Ženevy do Milána má nejbližší železniční zastávku v Châteauneuf-Conthey, vlaky dálkové dopravy zastavují v Sionu.
Místní dopravu a spojení s kantonálním hlavním městem Sion zajišťují poštovní autobusové linky.